# Ahlgrens biler
 Der er for få eller ingen kildehenvisninger i denne artikel, hvilket er et problem. Du kan hjælpe ved at angive troværdige kilder til de påstande, som fremføres i artiklen.

Ahlgrens biler (svensk: Ahlgrens bilar) er et varemærke for skumslik som ejes af Malaco. Slikbilerne er hvide, grønne og rosa og sælges i Sverige, Norge og Danmark. De blev lanceret i Sverige i 1953 og skal været inspireret af en bil fra Bugatti.
I 2003 blev varemærket udvidet med Ahlgrens lakridsdæk som «originaltilbehør» til Ahlgrens biler. Dækkene havde verdenspremiere på «Stockholms bilsalong» i april 2003. Senere blev Ahlgrens biler syrlige skilte lanceret.